# Мария фон Померания-Щетин
Мария фон Померания-Щетин (на немски: Maria von Pommern-Stettin; * 2 февруари 1527; † 19 февруари 1554) е принцеса от Померания-Щетин и чрез женитба графиня на Холщайн-Шаумбург-Пинеберг.

## Живот
Тя е дъщеря на херцог Барним IX (1501 – 1573) и съпругата му принцеса Анна фон Брауншвайг-Люнебург (1502 – 1568), дъщеря на херцог Хайнрих I фон Брауншвайг-Люнебург († 1532) и Маргарета Саксонска († 1528).
Мария се омъжва на 16 юли 1544. г. за граф Ото IV фон Шаумбург (1517 – 1576). Тя е първата му съпруга.
Мария умира на 19 февруари 1554 г. на 27 години и е погребана в църквата „Св. Мартини“ в Щатхаген. През 1558 г. нейният съпруг Ото IV се жени втори път за Елизабет Урсула фон Брауншвайг-Люнебург (1539 – 1586). Те също са погребани в църквата „Св. Мартини“ в Щатхаген.

## Деца
Мария и Ото IV имат децата:
- Херман (* 1545, † 1592), княжески епископ на Минден (1566 – 1581)
- Ото (* 1545, † 1572), умствено болен
- Адолф XI (* 1547, † 1601), управляващ граф на Холщайн-Шаумбург
- Антон (* 1549, † 1599), княжески епископ на Минден от 1587